# Юлия Друзилла
Юлия Друзилла (лат. Iulia Drusilla; 16 сентября 16, Абитарвий — 10 июня 38, Рим) — вторая дочь Германика и Агриппины Старшей, сестра и, возможно, любовница императора Калигулы.

## Происхождение и детство
Юлия родилась 16 сентября 16 года в основанном её отцом Абитарвии (совр. Кобленц, Германия) в семье Германика, племянника императора Тиберия, и его жены Агриппины Старшей. По отцовской линии принадлежала к патрицианскому роду Клавдиев, являлась также правнучкой Марка Антония. По материнской линии была внучкой Агриппы и правнучкой императора Октавиана Августа.
Юлия была пятым ребёнком в семье Германика и Агриппины. В мае 17 года её отец Германик праздновал триумф над херусками, и там она впервые появилась на публике, находясь в колеснице вместе со старшими братьями и сестрой. После смерти отца в 19 году Агриппина перевезла детей в Рим, где они воспитывались под надзором императора и при помощи матери Германика Антонии Младшей.
Ходили слухи, что Юлия с подросткового возраста стала любовницей своего брата Гая, будущего императора Калигулы.

## Жизнеописание
В 33 году Тиберий выдал её замуж за Луция Кассия Лонгина, преданного императору сенатора. Детей у пары в этом браке не было. Через 4 года, после прихода Калигулы к власти, император велел Лонгину развестись с Юлией.
Калигула открыто жил с Юлией, как со своей женой, хотя и выдал её замуж за своего друга, Марка Эмилия Лепида, которого ещё до свадьбы с Юлией Друзиллой объявил своим наследником. Вполне возможно, что причиной столь тёплого отношения Калигулы к Лепиду была их любовная связь.
В конце 37 года Калигула сильно заболел. Во время болезни он назначил Друзиллу наследницей своего имущества и власти, — первая в Древнем Риме попытка передачи власти женщине. Возможно, Калигула хотел через Юлию привести к правлению её ещё не рождённого сына. После выздоровления Калигула удостоил трех своих сестёр — Агриппину, Юлию Друзиллу и Юлию Ливиллу — особых почестей, основные из которых:
- появление трёх сестёр на монетах того времени
- дарование сёстрам прав и свобод весталок, в том числе права просмотра игр и состязаний с лучших мест, зарезервированных для сенаторов
- публичные клятвы приносились теперь не только во имя императора, но и во имя его сестёр
- сенатские постановления начинались словами «Да сопутствует удача императору и его сёстрам…»[9]

Несмотря на резко изменившееся после болезни поведение императора, отношения между ним и Юлией, а также и остальными сестрами, стали только лучше. В это время муж Юлии становится любовником её сестер — Агриппины и Юлии Ливиллы, а Калигула и Юлия постоянно дают в императорском дворце пиры, часто заканчивающиеся оргиями, на которых ведут себя как хозяин и хозяйка, то есть как муж с женой.

## Божественная Юлия
Юлия неожиданно умерла 10 июня 38 года в возрасте 21 года. Причина её смерти неизвестна, возможно, что это была обычная для Рима того времени лихорадка. Калигула так и не оправился от этой потери. Он вёл себя как безутешный вдовец, долго не позволял захоронить тело своей сестры, которое всё время находилось рядом с ним.
Похоронили Юлию за государственный счёт. Сенат обожествил её под именем Diva Drusilla, дав титул Августы и провозгласив, что она являлась земным воплощением богини Венеры. Её золотая статуя была установлена в здании Сената. Скорее всего, в празднование дня рождения Августа в 38 году был установлен культ Юлии, как богини Пантеи, который отправляла коллегия жрецов из 20 человек.
Осенью 38 года был раскрыт заговор против Калигулы, организатором которого являлся Марк Эмилий Лепид, а поддерживали его Агриппина и Юлия Ливилла. Лепид был казнён, а сёстры высланы на Понтинские острова, где содержались в ужасных условиях до самой смерти императора.
В 39 году у Калигулы родилась дочь от Милонии Цезонии, которую он назвал Юлия Друзилла в честь своей сестры. Девочка была убита во время переворота 41 года.

## В популярной культуре
- В мини-сериале «Я, Клавдий» (Великобритания) от Би-би-си, в роли Друзиллы — Бет Моррис.
- В фильме Тинто Брасса «Калигула» образ Друзиллы воплотила Тереза Энн Савой[14].